# Hungry Eyes
Hungry Eyes – utwór w wykonaniu Erica Carmena, który zyskał sławę dzięki filmowi Dirty Dancing. Autorami utworu są John De Nicola i Franke Previte. Piosenka została nagrana w Beachwood Studios w Beachwood w stanie Ohio w 1987 roku.